# House of Spoils
House of Spoils és una pel·lícula de terror sobrenatural estatunidenca de 2024 escrita i dirigida per Bridget Savage Cole i Danielle Krudy. És protagonitzada per Ariana DeBose, Barbie Ferreira i Arian Moayed. Està produïda per Jason Blum sota la seva bandera Blumhouse Television, Adam Hendricks i Greg Gilreath sota la seva bandera Divide/Conquer, i Drew Houpt, Alex Scharfman i Lucas Joaquin sota la seva bandera Secret Engine.

## Argument
Ambiciosa en el seu camp, "Chef" deixa una mentoria sota el prestigiós xef Marcello per fer-se càrrec d'un restaurant remot i ruïnós amb l'esperança de crear un establiment de cuina, amb el suport del seu soci comercial Andreas, que ha aconseguit capital d'inversió. Renuncia al seu apartament i comença a viure al nou restaurant. Ella no va ser la primera opció d'Andreas. Originalment s'havia associat amb un xef anomenat Magnus, però no detalla la seva marxa.
El dia d'una degustació de menús en què participen Andreas, el seu principal inversor Toli i el crític de restaurants Hiral, Chef troba els seus aliments preparats malmesos, plens de floridura i infestats d'insectes. El jardí de l'establiment també ha estat destruït pels conills. Ella envia el seu empleat local Alvin a buscar ingredients a les botigues i mercats especialitzats, però ell torna amb ingredients de baixa qualitat d'una botiga de queviures, ja que tots els venedors escollits no estan oberts els diumenges. Malgrat aquests contratemps, Chef prepara una bona experiència gastronòmica, que a Toli li agrada, però que Hiral la critica com a poc aventurera, sense "veu". L'Andreas insisteix que Chef prengui la seva amiga Lucia com a sub xef.
Andreas aviat informa que Toli vol que la substitueixin. Chef insisteix que li donin dues setmanes per redissenyar el seu menú. Mentre Chef treballa per establir un menú més únic, s'enfronta a la Lucia pel seu currículum fraudulent. Lucia culpa els xefs masclistes que es van negar a avançar-la, però Chef continua sent hostil i crític amb la tècnica de la Lucia.
Chef aviat descobreix un jardí tancat als terrenys del restaurant, ple de plantes i herbes úniques i no identificables. Comença a collir aquestes plantes ia experimentar amb elles en la seva cuina amb l'ajuda de Lucia, afavorint una relació més amistosa entre elles. Venen a construir la carta al voltant d'aquests ingredients locals. Malgrat el seu entusiasme creixent, Chef té una sèrie d'experiències inquietants a la propietat, incloses les observacions del seu propietari anterior. L'Alvin li diu que l'anterior propietari era àmpliament considerat com una bruixa, que va atraure dones a un aquelarre que practicava el sacrifici humà. Chef i l'Alvin acorden que la propietat està embruixada. Chef continua tenint trobades angoixants, al·lucinacions i somnis inquietants. Més tard troba Magnus al restaurant, aparentment boig, mastegant-se la carn dels seus propis dits. Quan una ambulància se l'emporta, Lucia esquiva les preguntes del xef sobre què va causar aquest canvi sobtat en un xef tan talentós.
Després que l'Andreas aprovi el nou menú, Chef té una altra trobada amb l'esperit de l'anterior propietari en una cambra oculta del celler plena d'herbes seques i reactius en pots. Es convenç que és la naturalesa paranormal de la propietat la que va fer boig a Magnus i esquinça el jardí d'herbes. El dia de la suau obertura d'amics i familiars, Chef abandona bruscament el menú exòtic. Quan la Lucia protesta, Chef l'insulta i Lucia surt. L'obertura suau és un desastre. Chef comença a al·lucinar que tot el menjar acabat de preparar està podrit i florit; es talla la punta del dit mentre prepara el cibulet; un mecenes pateix una reacció al·lèrgica malgrat les especificacions fetes a la carta; i Chef es desmaia al mig del menjador. L'Andreas revela que Toli s'ha fet enrere i que l'Andreas està lluitant per finançar l'operació pel seu compte.
La vigília de la gran inauguració, l'Andreas anuncia que Lucia serà la cap de cuina i li demana a Chef que marxi. Ell i Chef discuteixen al celler, culminant amb Chef que l'amenaça amb una palanca i l'Andreas la tanca. Chef intenta escapar per la cambra oculta però troba la porta exterior del celler tancada. La cambra comença a tremolar violentament, deixant al descobert un túnel amagat. Chef s'hi arrossega, però descobreix un cadàver a dins i, en pànic per tornar enrere, col·lapsa el túnel darrere d'ella. Chef té una visió que revela la veritable naturalesa del propietari anterior. No era una bruixa, sinó una herbolari i curandera, que va morir intentant cavar ella mateixa una via d'escapament d'una turba enfadada. Chef utilitza la paleta del sanador per cavar el seu camí cap a la superfície, emergint al jardí d'herbes. Té una trobada pacífica amb el conill, però el mata i torna al restaurant.
De tornada al restaurant, la cuina està lluitant per servir el primer plat, i després que Chef torni i faci una escena al menjador, un incendi de la cuina obliga a l'Andreas a evacuar el restaurant. Descobreix Chef construint una foguera a l'exterior i reconstrueix el menjador a l'aire lliure. Amb l'ajuda de la Lucía i la resta del personal de cuina, Chef construeix una cuina improvisada al voltant de la foguera. Amb el conill i les plantes de l'hort del curandero preparen un guisat. Tant Marcello com Hiral estan impressionats i emocionats pel plat. Mentre els comensals i el personal celebren aquest èxit, Chef té un moment de solitud i reflexió, apreciant la feina del seu predecessor i abraçant el llegat d'aquest lloc.

## Cast
- Ariana DeBose com a xef
- Barbie Ferreira com a Lucia
- Arian Moayed com a Andreas
- Marton Csokas com a Marcello
- Mikkel Bratt Silset com a Erik Haas
- Amara Karan com a Senador Hiral
- Gabriel Drake com Alvin

## Producció
L'agost de 2022, Amazon Studios i Blumhouse Television van anunciar House of Spoils, que està sent escrit i dirigit per Bridget Savage Cole i Danielle Krudy amb Ariana DeBose, Barbie Ferreira i Arian Moayed com a protagonistes. La fotografia principal de la pel·lícula va començar l'agost de 2022 a Hongria..

## Estrena
House of Spoils es va estrenar al Fantastic Fest el 21 de setembre de 2024, abans de reproduir-se a Amazon Prime Video el 3 d'octubre.

## Recepció

### Resposta crítica
Al lloc web de l'agregador de ressenyes Rotten Tomatoes, el 40% de les 31 crítiques són positives, amb una valoració mitjana de 5,4/10. El consens del lloc web diu: "Aconseguint ingredients prometedors i posant-los elegantment, House of Spoils té la presentació baixa però finalment ofereix calories buides." Metacritic, que utilitza una mitjana ponderada, va assignar a la pel·lícula una puntuació de 42 sobre 100, basada en 5 crítics, indicant crítiques "mixtes o mitjanes".
Benjamin Lee de The Guardian va premiar la pel·lícula amb tres de cinc estrelles, elogiant Ariana DeBose per la seva "presencia viva a la pantalla". Tanmatex, va criticar l'execució general de la pel·lícula, remarcant que "funciona millor quan se centra en els reptes d'obrir un nou restaurant, amb la tensió de dissenyar un menú molt més aterridora que qualsevol esperit malèvol".
John Serba de Decider també va elogiar l'actuació d'Ariana DeBose, assenyalant que dota al seu personatge, Chef, d'una "sensibilitat espinosa" que complementa la seva ambició. No obstant això, va criticar el guió per no donar suport totalment a la interpretació de DeBose, afirmant que "en última instància, falla l'actriu per no concretar completament el personatge". Santanu Das de Hindustan Times va comentar: "[House of Spoils està] massa distreta per les seves pròpies eleccions per fer cap comentari sobre la cultura del consumidor. El final deixa un regust ridículament dolent. Aquí no hi ha prou carn per mastegar, no hi ha prou textura en la seva construcció per reflexionar-hi, i en última instància, no us quedareu massa pendents per reflexionar-hi. No xef!"